# Hofje van Loo
Het Hofje van Loo, soms ook wel het Sint Elisabeth’s Gasthuishofje genoemd is een Haarlems hofje, het hofje is gevestigd aan de Barrevoetestraat 7 in het centrum van Haarlem.
Het hofje werd gesticht in 1489 door Symon Pieterszoon en zijn vrouw Godelt Willems en werd geschonken aan het Sint Elisabeth Gasthuis. In aanvang was het hofje ommuurd en toegankelijk door een poort met daarboven het wapen van het St. Elisabeths Gasthuis. In 1885 is de Barrevoetestraat verbreed, daarbij zijn drie huisjes aan de straatkant afgebroken en naast het hofje opnieuw opgebouwd. Hiermee verdween de beslotenheid en is het hofje van Loo een van de meest zichtbare hofjes in Haarlem. De binnentuin van het hofje wordt alleen door een hek gescheiden van de straat. Het wapen van de Heilige Elisabeth, bestaande uit drie kronen, is nu nog terug te vinden op de waterpomp.
Het hofje bestond in eerste instantie uit 13 huisjes. De 3 huisjes aan de voorkant stammen uit de 17e eeuw. Het hof is gerestaureerd in 1986/1987, na "verheling" bestaat het thans uit 12 woningen.
Bestaand:
Brouwershofje ·
Bruiningshofje ·
Frans Loenenhofje ·
Gravinnehof ·
Hofje Codde en Van Beresteijn ·
Hofje In den Groenen Tuin ·
Hofje van Bakenes ·
Hofje van Guurtje de Waal ·
Hofje van Loo ·
Hofje van Noblet ·
Hofje van Oorschot ·
Hofje van Staats ·
Hofje van Heythuysen ·
Johan Enschedé Hof ·
Luthers Hofje ·
Proveniershof ·
Remonstrants Hofje ·
Teylers Hofje ·
Vrouwe- en Antonie Gasthuys ·
Wijnbergshofje ·
Zuiderhofje
Verdwenen:
Aelbert Gerritsz. Fijnebuyckshofje ·
Blokshofje ·
Blokzeyldershofje ·
Boonhofje ·
Brammershofje ·
Bullenhofje ·
Comanshofje ·
Deymanshofje ·
Guurt Burethofje ·
Hofje de Dubbele Muts ·
Hofje de Hemelpoort ·
Hofje de Vijftien Kamers ·
Hofje der Twaalf Apostelen ·
Hofje Het Lam ·
Hofje van Bavo ·
Hofje van Gratie ·
Kenauhofje ·
Luciehofje ·
Pietershofje ·
Sint Annahofje ·
Sint Jans Koenen Gasthuishofje ·
Slickhofje ·
Solomonshofje ·
Twijndershofje ·
Vissershofje ·
Weeshuishofje